# Héctor Reynoso
Héctor Reynoso López (ur. 3 października 1980 w mieście Meksyk) – meksykański piłkarz występujący na pozycji środkowego obrońcy, obecnie zawodnik Guadalajary.

## Kariera klubowa
Reynoso urodził się w stołecznym mieście Meksyk, jednak w wieku dziesięciu lat przeniósł się do Guadalajary, gdzie pracę znalazł jego ojciec. Jako szesnastolatek zaczął uczęszczać na treningi do tamtejszej drużyny piłkarskiej Chivas de Guadalajara. W lutym 2000, wskutek udanych występów w młodzieżowych reprezentacjach, został wypożyczony na okres sześciu miesięcy do szwajcarskiego klubu Grasshopper Club, gdzie występował w drużynie do lat 20. Po powrocie do Meksyku grał jeszcze przez półtora roku w filii Chivas, drugoligowym Chivas Tijuana, po czym w wieku dwudziestu lat został włączony do treningów pierwszego zespołu przez szkoleniowca Jorge Dávalosa.
W meksykańskiej Primera División Reynoso zadebiutował 17 lutego 2001 w zremisowanym 0:0 meczu z Tigres UANL, natomiast premierowego gola w najwyższej klasie rozgrywkowej strzelił 30 września 2001 w wygranej 1:0 konfrontacji z Santos Laguną. Od tamtego czasu regularnie pojawiał się w wyjściowej jedenastce zespołu i w wiosennym sezonie Clausura 2004 wywalczył z nim tytuł wicemistrza Meksyku. W styczniu 2005 zajął z Chivas drugie miejsce w turnieju kwalifikacyjnym do Copa Libertadores – Interlidze i sukces ten powtórzył również dwanaście miesięcy później, w 2006 roku. W rozgrywkach Apertura 2006 zdobył z drużyną prowadzoną przez trenera José Manuela de la Torre mistrzostwo Meksyku, tworząc podstawowy i skuteczny duet stoperów z Francisco Rodríguezem. W 2007 roku dotarł z Chivas do finału najbardziej prestiżowych rozgrywek kontynentu, Pucharu Mistrzów CONCACAF, za to w 2010 roku doszedł do dwumeczu finałowego Copa Libertadores. Wiosną 2011 szkoleniowiec José Luis Real mianował go nowym kapitanem zespołu.
| Sezon     | Klub                  | Kraj   | Rozgrywki        | Mecze | Bramki |
| --------- | --------------------- | ------ | ---------------- | ----- | ------ |
| 2000/2001 | Chivas de Guadalajara | Meksyk | Primera División | 3     | 0      |
| 2001/2002 | Chivas de Guadalajara | Meksyk | Primera División | 18    | 2      |
| 2002/2003 | Chivas de Guadalajara | Meksyk | Primera División | 31    | 0      |
| 2003/2004 | Chivas de Guadalajara | Meksyk | Primera División | 14    | 2      |
| 2004/2005 | Chivas de Guadalajara | Meksyk | Primera División | 28    | 1      |
| 2005/2006 | Chivas de Guadalajara | Meksyk | Primera División | 30    | 1      |
| 2006/2007 | Chivas de Guadalajara | Meksyk | Primera División | 44    | 2      |
| 2007/2008 | Chivas de Guadalajara | Meksyk | Primera División | 36    | 3      |
| 2008/2009 | Chivas de Guadalajara | Meksyk | Primera División | 30    | 2      |
| 2009/2010 | Chivas de Guadalajara | Meksyk | Primera División | 33    | 5      |
| 2010/2011 | Chivas de Guadalajara | Meksyk | Primera División | 26    | 2      |
| 2011/2012 | Chivas de Guadalajara | Meksyk | Primera División | 31    | 5      |
| 2012/2013 | Chivas de Guadalajara | Meksyk | Primera División |       |        |

## Kariera reprezentacyjna
W 1999 roku Reynoso został powołany przez szkoleniowca Jesúsa del Muro do reprezentacji Meksyku U-20 na Młodzieżowe Mistrzostwa Świata w Nigerii. Tam był przeważnie rezerwowym zawodnikiem swojej drużyny i wystąpił w dwóch spotkaniach, nie strzelając gola. Jego kadra odpadła ostatecznie z rozgrywek światowego czempionatu w ćwierćfinale.
W 2011 roku Reynoso został awaryjnie powołany do reprezentacji Meksyku przez selekcjonera José Manuela de la Torre na Złoty Puchar CONCACAF, w miejsce zdyskwalifikowanego Francisco Rodrígueza. Właśnie na tym turnieju zadebiutował w seniorskiej kadrze, 25 czerwca 2011 w wygranym 4:2 meczu finałowym z USA. Ostatecznie jego ekipa triumfowała w tych rozgrywkach. Niecały tydzień później znalazł się w składzie ogłoszonym przez asystenta selekcjonera seniorskiej reprezentacji Meksyku, Luisa Fernando Tenę, na rozgrywany w Argentynie turniej Copa América. Większość składu tamtej drużyny, występującej pod szyldem pierwszej kadry, stanowili zawodnicy z rocznika '89 i młodsi. Ostatecznie jego kadra po trzech porażkach zajęła ostatnie miejsce w grupie, odpadając z południowoamerykańskich rozgrywek, a Reynoso był podstawowym graczem zespołu, występując we wszystkich trzech meczach od pierwszej do ostatniej minuty.